# Дробове числення
Дробове числення — розділ математичного аналізу, що вивчає різні способи задання операторів диференціювання {\displaystyle D}
{\displaystyle Df(x)={\frac {d}{dx}}f(x)\,,}
і інтегрування {\displaystyle J}
{\displaystyle Jf(x)=\int _{0}^{x}f(s)\,ds}
дійсного або комплексного порядку.

## Історія
У прикладній математиці та математичному аналізі дробова похідна — це похідна будь-якого довільного порядку, дійсного чи комплексного. Вперше про неї згадав 1695 року Готфрід Вільгельм Лейбніц у листі, до Гійома де Лопіталя. Приблизно в той самий час Лейбніц написав одному з братів Бернулі, описуючи подібність між біноміальною теоремою та правилом Лейбніца для дробової похідної добутку двох функцій.
Дробове числення введено в одній з ранніх праць Нільса Генріка Абеля, в якій можна побачити багато його елементів: ідею дробового інтегрування та дробового диференціювання, взаємно обернений зв'язок між ними, розуміння того, що дробові диференціювання та інтегрування можна розглядати як одну й ту саму узагальнену операцію, і навіть уніфіковану нотацію для диференціювання та інтегрування довільного дійсного порядку.
Незалежно від нього, Ліувілль заклав основи предмету в статті 1832 року. Близько 1890 року самоук Олівер Гевісайд представив практичне застосування дробових диференціальних операторів до аналізу ліній електропередач. Теорія та застосування дробового числення значно розширилися протягом XIX та XX століть. Численні автори давали різні визначення дробових похідних та інтегралів.

## Дробові інтеграли
Нехай {\displaystyle f} — функція, визначена на {\displaystyle (0,+\infty )}. Якщо оператор
{\displaystyle (Jf)(x)=\int _{0}^{x}f(t)\,dt\,} взяти двічі від {\displaystyle f}, то буде
{\displaystyle {\begin{aligned}\left(J^{2}f\right)(x)&=\int _{0}^{x}(Jf)(t)\,dt\\&=\int _{0}^{x}\left(\int _{0}^{t}f(s)\,ds\right)dt\,.\end{aligned}}}
І це можна повторювати довільну кількість разів. За формулою Коші для повторного інтегрування
{\displaystyle \left(J^{n}f\right)(x)={\frac {1}{(n-1)!}}\int _{0}^{x}\left(x-t\right)^{n-1}f(t)\,dt\,,}
де n — будь-яке натуральне число.
Використання гамма-функції замість факторіала дає такий оператор дробового інтегрування:
{\displaystyle \left(J^{\alpha }f\right)(x)={\frac {1}{\Gamma (\alpha )}}\int _{0}^{x}\left(x-t\right)^{\alpha -1}f(t)\,dt\,.}
Отриманий у такий спосіб оператор J задовольняє таку умову:
{\displaystyle {\begin{aligned}\left(J^{\alpha }\right)\left(J^{\beta }f\right)(x)&=\left(J^{\beta }\right)\left(J^{\alpha }f\right)(x)\\&=\left(J^{\alpha +\beta }f\right)(x)\\&={\frac {1}{\Gamma (\alpha +\beta )}}\int _{0}^{x}\left(x-t\right)^{\alpha +\beta -1}f(t)\,dt\,.\end{aligned}}}
Це відношення називають напівгруповою властивістю дробових диферінтегральних операторів.

### Дробовий інтеграл Рімана— Ліувілля
Класичною формою дробового числення є інтеграл Рімана-Ліувілля, який, по суті, є тим, що описано вище. Теорію дробового інтегрування для періодичних функцій (включаючи «граничну умову» повторення через період) дає інтеграл Вейля. Він визначений на рядах Фур'є і вимагає, щоб вільний коефіцієнт тригонометричного ряду дорівнював нулю. Інтеграл Рімана — Ліувілля існує у двох формах, верхній та нижній. На відрізку [a,b] ці форми визначають як
{\displaystyle {\begin{aligned}\sideset {_{a}}{_{t}^{-\alpha }}Df(t)&=\sideset {_{a}}{_{t}^{\alpha }}If(t)\\&={\frac {1}{\Gamma (\alpha )}}\int _{a}^{t}\left(t-\tau \right)^{\alpha -1}f(\tau )\,d\tau \,,\\\sideset {_{t}}{_{b}^{-\alpha }}Df(t)&=\sideset {_{t}}{_{b}^{\alpha }}If(t)\\&={\frac {1}{\Gamma (\alpha )}}\int _{t}^{b}\left(\tau -t\right)^{\alpha -1}f(\tau )\,d\tau \,.\end{aligned}}}
Перша форма справедлива для t > a, а друга — для t < b.
Інтеграл на додатній дійсній півосі (тобто, a = 0), виходячи з історії відкриття та використання, запропоновано назвати інтегралом Абеля — Рімана, і, в тому ж ключі, інтеграл за всією дійсною прямою названо інтегралом Ліувілля — Вейля.

### Дробовий інтеграл Адамара
Дробовий інтеграл Адамара, який увів Жак Адамар, задають такою формулою:
{\displaystyle \sideset {_{a}}{_{t}^{-\alpha }}{\mathbf {D} }f(t)={\frac {1}{\Gamma (\alpha )}}\int _{a}^{t}\left(\log {\frac {t}{\tau }}\right)^{\alpha -1}f(\tau ){\frac {d\tau }{\tau }},\qquad t>a\,.}

### Дробовий інтеграл Атангани— Балеану
Дробовий інтеграл Атангани — Балеану для неперервної функції визначають так:
{\displaystyle \sideset {_{{\hphantom {A}}a}^{\operatorname {AB} }}{_{t}^{\alpha }}If(t)={\frac {1-\alpha }{\operatorname {AB} (\alpha )}}f(t)+{\frac {\alpha }{\operatorname {AB} (\alpha )\Gamma (\alpha )}}\int _{a}^{t}\left(t-\tau \right)^{\alpha -1}f(\tau )\,d\tau \,.}

## Дробові похідні
Аналогічний процес для оператора диференціювання D є складнішим. Можна показати, що в загальному випадку D не є ані комутативним, ані адитивним.
На відміну від класичних ньютонівських похідних, дробові похідні можна визначити різними способами, не всі з яких приводять до однакового результату навіть для гладких функцій. Деякі з них визначають через дробовий інтеграл. Через несумісність визначень часто необхідно чітко вказувати, яке з них використано.

Дробові похідні функції Гаусса — неперервна інтерполяція між функцією та її першою похідною.

### Дробова похідна Рімана— Ліувілля
Дробову похідну Рімана — Ліувілля обчислюють за правилом Лагранжа для диференціальних операторів. Для знаходження похідної α-го порядку обчислюють похідну n-го порядку від інтеграла порядку (n − α), де n — найменше ціле число, більше за α (тобто, n = ⌈α⌉). Дробові похідна та інтеграл Рімана — Ліувілля мають низку застосувань. Подібно до визначення інтеграла Рімана — Ліувілля, похідна має верхню та нижню форми:
{\displaystyle {\begin{aligned}\sideset {_{a}}{_{t}^{\alpha }}Df(t)&={\frac {d^{n}}{dt^{n}}}\sideset {_{a}}{_{t}^{-(n-\alpha )}}Df(t)\\&={\frac {d^{n}}{dt^{n}}}\sideset {_{a}}{_{t}^{n-\alpha }}If(t)\,,\\\sideset {_{t}}{_{b}^{\alpha }}Df(t)&={\frac {d^{n}}{dt^{n}}}\sideset {_{t}}{_{b}^{-(n-\alpha )}}Df(t)\\&={\frac {d^{n}}{dt^{n}}}\sideset {_{t}}{_{b}^{n-\alpha }}If(t)\,.\end{aligned}}}

### Дробова похідна Капуто
Іншим способом обчислення дробових похідних є дробова похідна Капуто. Її ввів Мікеле Капуто у своїй статті 1967 року. На відміну від дробової похідної Рімана-Ліувілля, при розв'язуванні диференціальних рівнянь використовуючи означення Капуто не потрібно визначати початкові умови дробового порядку. Означення Капуто вводится так (тут знову n = ⌈α⌉):
{\displaystyle \sideset {^{C}}{_{t}^{\alpha }}Df(t)={\frac {1}{\Gamma (n-\alpha )}}\int _{0}^{t}{\frac {f^{(n)}(\tau )}{\left(t-\tau \right)^{\alpha +1-n}}}\,d\tau .}
Для {\displaystyle \nu \in (n-1,n)} дробова похідна Капуто має такий вигляд:
{\displaystyle \sideset {^{C}}{^{\nu }}Df(t)={\frac {1}{\Gamma (n-\nu )}}\int _{0}^{t}(t-u)^{(n-\nu -1)}f^{(n)}(u)\,du\,,}
і має ту перевагу, що дорівнює нулю, коли f є константою, а її перетворення Лапласа виражається через початкові значення функції та її похідної. Крім того, похідну Капуто для [a,b] визначають як
{\displaystyle {\begin{aligned}\sideset {_{a}^{b}}{^{n}u}Df(t)&=\int _{a}^{b}\phi (\nu )\left[\sideset {^{C}}{^{\nu }}Df(t)\right]\,d\nu \\&=\int _{a}^{b}\left[{\frac {\phi (\nu )}{\Gamma (1-\nu )}}\int _{0}^{t}\left(t-u\right)^{-\nu }f'(u)\,du\right]\,d\nu \,,\end{aligned}}}
де ϕ — вагова функція.

### Дробова похідна Капуто-Фабріціо
У статті 2015 року М. Капуто та М. Фабріціо представили означення дробової похідної з несингулярним ядром для неперервно-диференційованої функції f, заданої так:
{\displaystyle \sideset {_{{\hphantom {C}}a}^{\text{CF}}}{_{t}^{\alpha }}Df(t)={\frac {1}{1-\alpha }}\int _{a}^{t}f'(\tau )\ e^{\left(-\alpha {\frac {t-\tau }{1-\alpha }}\right)}\ d\tau ,}
де {\displaystyle a<0,\alpha \in (0,1]}.

### Дробова похідна Атангани— Балеану
У 2016 році Атангана та Балеану запропонували диференціальні оператори на основі узагальненої функції Міттага-Лефлера Eα. Метою було ввести дробові диференціальні оператори з несингулярним нелокальним ядром. Їхні дробові диференціальні оператори наведено нижче в сенсі Рімана — Ліувілля та Капуто відповідно для неперервно-диференційованої функції f:
{\displaystyle \sideset {_{{\hphantom {AB}}a}^{\text{ABC}}}{_{t}^{\alpha }}Df(t)={\frac {\operatorname {AB} (\alpha )}{1-\alpha }}\int _{a}^{t}f'(\tau )E_{\alpha }\left(-\alpha {\frac {(t-\tau )^{\alpha }}{1-\alpha }}\right)d\tau \,.}
Якщо функція f неперервна, то похідна Атангани — Балеану в сенсі Рімана — Ліувілля має вигляд
{\displaystyle \sideset {_{{\hphantom {AB}}a}^{\text{ABC}}}{_{t}^{\alpha }}Df(t)={\frac {\operatorname {AB} (\alpha )}{1-\alpha }}{\frac {d}{dt}}\int _{a}^{t}f(\tau )E_{\alpha }\left(-\alpha {\frac {(t-\tau )^{\alpha }}{1-\alpha }}\right)d\tau \,.}
Ядро, що використовується в дробовій похідній Атангани — Балеану, має деякі властивості кумулятивної функції розподілу. Наприклад, для всіх {\displaystyle \alpha \in (0,1]} функція Eα зростає на дійсній прямій, збігається до 0 в -∞, і {\displaystyle E_{\alpha }(0)=1}. Отже, функція {\displaystyle x\mapsto 1-E_{\alpha }(-x^{\alpha })} є кумулятивною функцією розподілу ймовірнісної міри на додатних дійсних числах. Таким чином, визначено розподіл, і будь-який його кратний розподіл називається розподілом Міттага-Леффлера порядку α. Також, усі ці розподіли ймовірностей є абсолютно неперервними. Зокрема, функція Міттага-Леффлера має окремий випадок E1, коли є експонентою. Таким чином, розподіл Міттага-Леффлера порядку 1 є експоненційним розподілом.

### Дробова похідна Ріса
Похідну Ріса визначають як
{\displaystyle {\mathcal {F}}\left\{{\frac {\partial ^{\alpha }u}{\partial \left|x\right|^{\alpha }}}\right\}(k)=-\left|k\right|^{\alpha }{\mathcal {F}}\{u\}(k),}
де {\displaystyle {\mathcal {F}}} позначає перетворення Фур'є.

### Інші типи
До класичних дробових похідних належать:
- Похідна Ґрюнвальда — Летнікова[en][22][23]
- Похідна Соніна — Летнікова[23]
- Похідна Ліувілля[22]
- Похідна Капуто[22]
- Похідна Адамара[22][24]
- Похідна Маршо[22]
- Похідна Ріса[23]
- Похідна Міллера — Росса[22]
- Похідна Вейля[en][25][26][22]
- Похідна Ерделі — Кобера[en][22]
- {\displaystyle F^{\alpha }}-похідна[27]

До нових дробових похідних належать:
- Похідна Коїмбри[22]
- Похідна Катугампола[28]
- Похідна Гільфера[22]
- Похідна Девідсона[22]
- Похідна Чена[22]
- Похідна Капуто — Фабріціо[18][29]
- Похідна Атангани — Балеану[18][19]

## Узагальнення

### Оператор Ерделі— Кобера
Оператор Ерделі — Кобера — це інтегральний оператор, який 1940 року ввели Артур Ерделі та Герман Кобер, має вигляд
{\displaystyle {\frac {x^{-\nu -\alpha +1}}{\Gamma (\alpha )}}\int _{0}^{x}\left(t-x\right)^{\alpha -1}t^{-\alpha -\nu }f(t)\,dt\,,}
який узагальнює дробовий інтеграл Рімана — Ліувілля та інтеграл Вейля.

## Застосування

### Дробове збереження маси
Рівняння дробового збереження маси необхідне для моделювання потоку рідини, коли контрольний об'єм недостатньо великий порівняно з гетерогенністю і коли потік у контрольному об'ємі є нелінійним:
{\displaystyle -\rho \left(\nabla ^{\alpha }\cdot {\vec {u}}\right)=\Gamma (\alpha +1)\Delta x^{1-\alpha }\rho \left(\beta _{s}+\phi \beta _{w}\right){\frac {\partial p}{\partial t}}\,.}

### Електрохімічний аналіз
При вивченні окисно-відновлювальної поведінки субстрату в розчині до поверхні електрода прикладають напругу, щоб змусити електрони переходити між електродом і субстратом. Перенос електронів, що виникає в результаті, вимірюється як струм. Струм залежить від концентрації субстрату на поверхні електрода. Коли підкладка витрачається, свіжа підкладка дифундує до електрода, як описано в законах дифузії Фіка. Перетворення Лапласа другого закону Фіка дає звичайне диференціальне рівняння другого порядку (в безрозмірній формі):
{\displaystyle {\frac {d^{2}}{dx^{2}}}C(x,s)=sC(x,s)\,.}
Якщо взяти похідну від C(x,s), а потім обернене перетворення Лапласа, то отримаємо таку залежність:
{\displaystyle {\frac {d}{dx}}C(x,t)={\frac {d^{\scriptstyle {\frac {1}{2}}}}{dt^{\scriptstyle {\frac {1}{2}}}}}C(x,t)\,,}
яка пов'язує концентрацію субстрату на поверхні електрода зі струмом. Ця залежність застосовується в електрохімічній кінетиці для з'ясування механістичної поведінки. Наприклад, її використано для вивчення швидкості димеризації субстратів при електрохімічному відновленні.

### Задача потоку підземних вод
У 2013—2014 роках описано деякі задачі потоку підземних вод, використовуючи поняття дробової похідної. Класичний закон Дарсі узагальнено, розглядаючи потік води як функцію похідної нецілого порядку від п'єзометричного напору. Цей узагальнений закон і закон збереження маси використали для виведення нового рівняння для потоку підземних вод.

### Моделі просторово-часових дробових рівнянь дифузії
Аномальні дифузійні процеси в складних середовищах можна добре описати за допомогою моделей рівнянь дифузії дробового порядку. Часова похідна відповідає довготривалому розпаду важкого хвоста, а просторова похідна — нелокальності дифузії. Рівняння просторово-часової дробової дифузії можна записати у вигляді
{\displaystyle {\frac {\partial ^{\alpha }u}{\partial t^{\alpha }}}=-K(-\Delta )^{\beta }u.}
Простим продовженням дробової похідної є дробова похідна змінного порядку, за якого α і β змінюються на α(x, t) і β(x, t). Його можна застосовувати в моделюванні аномальної дифузії.

### Моделі структурного згасного коливання
Дробові похідні використовують для моделювання в'язкоеластичного згасного коливання в певних типах матеріалів, таких як полімери.

### ПІД-регулятори
Узагальнення ПІД-регуляторів для використання дробових порядків може збільшити ступінь їхньої свободи. Нове рівняння, що зв'язує керувальну змінну u(t) з виміряним значенням похибки e(t), можна записати як
{\displaystyle u(t)=K_{\mathrm {p} }e(t)+K_{\mathrm {i} }D_{t}^{-\alpha }e(t)+K_{\mathrm {d} }D_{t}^{\beta }e(t)\,,}
де α і β — додатні дробові порядки, а Kp, Ki, і Kd — невід'ємні коефіцієнти при пропорційному, інтегральному і похідному членах відповідно (іноді позначається, як P, I, і D).

### Рівняння акустичних хвиль для складних середовищ
Поширення акустичних хвиль у складних середовищах, таких як біологічні тканини, зазвичай передбачає згасання, що підпорядковується частотному степеневому закону. Таке явище можна описати за допомогою причинно-наслідкового хвильового рівняння, яке включає дробові похідні за часом:
{\displaystyle \nabla ^{2}u-{\dfrac {1}{c_{0}^{2}}}{\frac {\partial ^{2}u}{\partial t^{2}}}+\tau _{\sigma }^{\alpha }{\dfrac {\partial ^{\alpha }}{\partial t^{\alpha }}}\nabla ^{2}u-{\dfrac {\tau _{\epsilon }^{\beta }}{c_{0}^{2}}}{\dfrac {\partial ^{\beta +2}u}{\partial t^{\beta +2}}}=0\,.}
Такі моделі пов'язані із загальновизнаною гіпотезою про те, що в складних середовищах явища множинної релаксації призводять до згасання.

### Дробове рівняння Шредінгера у квантовій теорії
Дробове рівняння Шредінгера має такий вигляд:
{\displaystyle i\hbar {\frac {\partial \psi (\mathbf {r} ,t)}{\partial t}}=D_{\alpha }\left(-\hbar ^{2}\Delta \right)^{\frac {\alpha }{2}}\psi (\mathbf {r} ,t)+V(\mathbf {r} ,t)\psi (\mathbf {r} ,t)\,,}
де ψ(r, t) — хвильова функція, а ħ — зведена стала Планка. Функція потенціальної енергії V(r, t) залежить від системи.
Dα — стала з фізичною розмірністю [Dα] = J1 − α·mα·s−α = kg1 − α·m2 − α·sα − 2, (при α = 2, {\textstyle D_{2}={\frac {1}{2m}}} для частинки з масою m). Оператор (−ħ2Δ)α/2 є 3-вимірною дробовою квантовою похідною Ріса, яку визначають як
{\displaystyle (-\hbar ^{2}\Delta )^{\frac {\alpha }{2}}\psi (\mathbf {r} ,t)={\frac {1}{(2\pi \hbar )^{3}}}\int d^{3}pe^{{\frac {i}{\hbar }}\mathbf {p} \cdot \mathbf {r} }|\mathbf {p} |^{\alpha }\varphi (\mathbf {p} ,t)\,.}
Індекс α у дробовому рівнянні Шредінгера є індексом Леві, 1 < α ≤ 2.

#### Дробове рівняння Шредінгера змінного порядку
Як природне узагальнення дробового рівняння Шредінгера, дробове рівняння Шредінгера змінного порядку використовують для вивчення дробових квантових явищ:
{\displaystyle i\hbar {\frac {\partial \psi ^{\alpha (\mathbf {r} )}(\mathbf {r} ,t)}{\partial t^{\alpha (\mathbf {r} )}}}=\left(-\hbar ^{2}\Delta \right)^{\frac {\beta (t)}{2}}\psi (\mathbf {r} ,t)+V(\mathbf {r} ,t)\psi (\mathbf {r} ,t),}
де оператор (−ħ2Δ)β(t)/2 — дробова квантова похідна Ріса змінного порядку.